# Culture ouverte
Pour les articles homonymes, voir Culture (homonymie).
La culture ouverte consiste en l’accès libre et ouvert au patrimoine culturel et aux expressions de la créativité contemporaine[évasif]. La culture ouverte s’inscrit dans le mouvement pour le libre accès, et s’effectue notamment au moyen des licences et outils Creative Commons.
Le terme est apparenté au terme « open GLAM », intraduisible, qui correspond au mouvement pour le libre accès aux éléments du patrimoine culturel situé dans les institutions culturelles et patrimoniales, y compris les galeries, bibliothèques, archives et musées (en anglais, GLAM est l’acronyme de galleries, libraries, archives and museums).
Selon l'organisation Creative Commons, le terme culture ouverte est à préférer à open GLAM pour trois raisons :
- il ne contient pas d’acronyme souvent impénétrable aux non-initiés ;
- son sens est plus large car il comprend non seulement les institutions mais également leurs utilisateurs, leurs communautés, les acteurs privés, le secteur des institutions à but non-lucratif, ainsi que la société dans son ensemble ;
- il englobe les synergies entre la culture en tant que patrimoine et en tant que créativité contemporaine[2].